# Споменик природе Два Стабла храста лужњака у Гибарцу
Споменик природе Два Стабла храста лужњака у Гибарцу је заштићено природно добро од 2005. године које се налази у селу Гибарцу, општина Шид, а које админастративно припада Сремском управном округу, Војводини као једном од пет статистичких региона Србије.

## Два Стабла храста лужњака у Гибарцу
Два Стабла храста лужњака у Гибарцу, налазе се на надморској висини од око 92 м, у Фрушкогорској улици, на поседу које је приватно власништво Анице Пинтеровић. На простору Срема раније су се уздизала бројна стабла која су сачињавала шуму храста лужњака, а данас ова два стабла представљају усамљене представнике своје врсте у овом делу Срема.
Иако храстови овде нису одржала бројност, поменута два предтављају изузетно лепе усамљене примерке очуване у овом делу Срема. Дебла су снажна, права, скоро једнаког пречника у целој својој дужини. Старост стабла се процењује на око 100 година.

### Дендрометријске карактеристике
Оба стабла су висине 30 м , обима дебла 2,60 м и 3,55 м, пречника једног дебла од 0,82 м и другог дебла од 1,10 м. Висина првог дебла износи 7 м када се мери до висине прве живе гране, а другог 5 м.
Због мале удаљености међу стаблима њихове крошње нису се у потпуности слободно развијале, те је дошло до стварања малих деформација, као и до донекле неправилног развоја, због чега изгледа као да постоји само једна крошња, која је заједничка, из разлога што се крошње ова два стабла преплићу, односно прва крошња залази у другу крошњу, баш као што и друга крошња залази у прву. Због ове повезаности која постоји међу стаблима и испреплетаности њихових грана, може се говорити о постојању једне круне, јединствене круне која достиже распон до 40 м.

## Споменик природе
Према Правилнику о категоризацији заштићених природних добара споменик природе  припада трећој категорији заштите – значајним природним добрима, а под заштитом се налази од 2005. године.

## Управљач
Споменик природе поверен је на управљање ЈКП Стандард, Шид.